# Tremblois-lès-Carignan
Tremblois-lès-Carignan is een gemeente in het Franse departement Ardennes (regio Grand Est) en telt 113 inwoners (2009). De plaats maakt deel uit van het arrondissement Sedan.

## Geografie
De oppervlakte van Tremblois-lès-Carignan bedraagt 4,3 km², de bevolkingsdichtheid is dus 26,3 inwoners per km².
De onderstaande kaart toont de ligging van Tremblois-lès-Carignan met de belangrijkste infrastructuur en aangrenzende gemeenten.

## Demografie
Onderstaande figuur toont het verloop van het inwonertal (bron: INSEE-tellingen).
Vanwege een beveiligingsprobleem met de MediaWiki Graph-software is het momenteel niet mogelijk deze grafiek weer te geven. Zodra de software is bijgewerkt zal de grafiek vanzelf weer zichtbaar worden.